# Liceo scientifico Vincenzo Fardella
Il liceo scientifico Vincenzo Fardella di Trapani è una delle principali scuole secondarie di secondo grado della provincia di Trapani. È uno dei licei scientifici più antichi d'Italia.

## Storia
Il liceo Fardella inizia la sua attività didattico-educativa il 1º ottobre 1923, in contemporanea con l'istituzione in Italia del liceo scientifico con la riforma Gentile. Fu uno dei 37 istituiti in Italia.
La sua istituzione fu promossa dalla locale amministrazione provinciale, con delibera dell'11 luglio 1923.
Il Regio liceo scientifico di Trapani, a seguito dei voti espressi il 23 febbraio 1924 dalla Commissione reale per l'amministrazione straordinaria della provincia di Trapani, veniva intitolato, il 19 giugno 1924, al trapanese Vincenzo Fardella marchese di Torrearsa, già presidente del Senato del Regno su proposta dell'allora ministro della pubblica istruzione Giovanni Gentile, che ne volle uno nella sua provincia.
Dall'anno scolastico 2014-2015, a seguito di un ridimensionamento disposto dall'Ufficio scolastico regionale per la Sicilia, il Liceo si fonde con il locale e storico Liceo Classico "Leonardo Ximenes", come Istituto di Istruzione Superiore "V.Fardella-L.Ximenes".
La scuola pubblica un periodico: "Il Fardella".

## Architettura

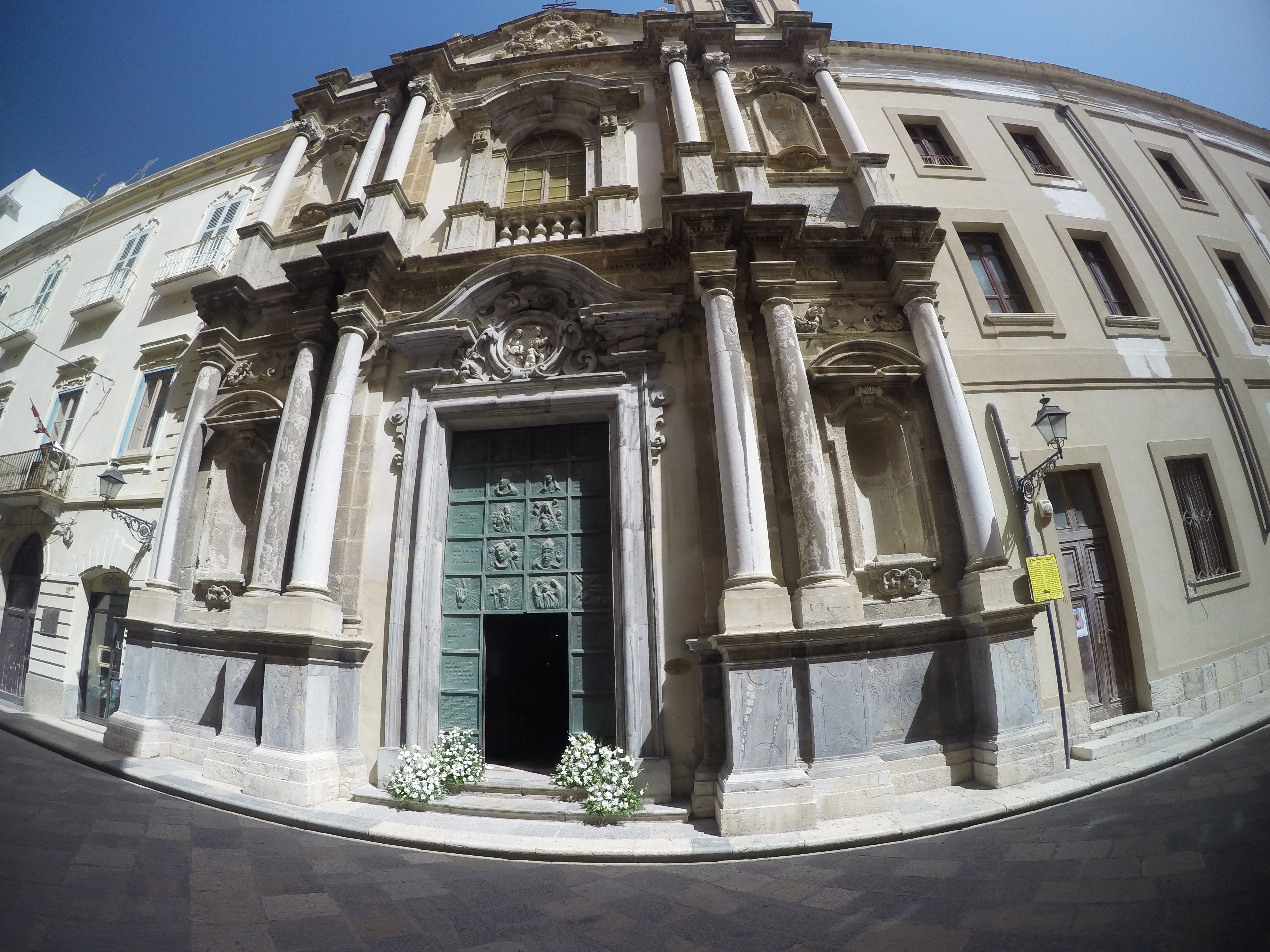
La chiesa di S. Maria dell'Itria e a destra l'ex convento

La sede centrale è in via Garibaldi 83, in un settecentesco convento agostiniano che era annesso alla chiesa di Santa Maria dell'Itria (XVII e XVIII sec). Fu iniziato nel 1621 ad opera dell'architetto Pietro Castro. Il chiostro presenta 14 colonne. Vi visse il venerabile Fra Santo di San Domenico.

## Sedi
Oggi le attività didattiche si svolgono nella sede centrale e nelle tre sedi periferiche del liceo, tra le quali palazzo Riccio di San Gioacchino.

## Indirizzi di studi
Nel Liceo si sviluppano diversi indirizzi di studi che portano al conseguimento del diploma di maturità scientifica e precisamente:
- corso liceo scientifico di Ordinamento

Corso liceo scientifico opzione Scienze applicate
- corso PNI (Piano nazionale informatica)
- corso PNI + scienze
- corso PNI + doppia lingua